# 太平区 (阜新市)
太平区（たいへい-く）は中華人民共和国遼寧省阜新市に位置する市轄区。

## 地理
太平区は阜新市市街地の東南部に位置し、西を海州区接し、東部を細河区・阜新モンゴル族自治県・新邱区に接する。

## 行政区画
5街道弁事処、1鎮を管轄する。
- 街道弁事所：紅樹街道、煤海街道、高徳街道、孫家湾街道、城南街道
- 鎮：水泉鎮

## 交通

### 道路
- 高速道路
  -  奈営高速道路（中国語版）